# Hostafrancs
Hostafrancs este un cartier din districtul 3, Sants-Montjuïc, al orasului Barcelona.